# Напівпрофесіонал
«Напівпрофесіонал» (англ. Semi-Pro) — американська спортивна комедія 2008 року, знята режисером-дебютантом Кентом Альтерманом за сценарієм Скота Армстронга, продюсер Джиммі Міллер. У головних ролях: Вілл Феррелл, Вуді Гаррельсон, Мойра Тірні.
Події фільму відбуваються під час останнього сезону Американської баскетбольної асоціації. Це історія вигаданої команди ABA, яка відчайдушно намагається вижити після злиття ліги з NBA.
Зйомки фільму проходили в Лос-Анджелесі біля Доджер-Стедіум (у спортзалі навчального центру пожежної служби Лос-Анджелеса, англ. Los Angeles Fire Department), у Детройті та у Флінті, штат Мічиган.
Випущений у кінотеатрах 19 лютого 2008 року та на DVD і Blu-ray Disc — 3 червня 2008.
Це останній фільм від New Line Cinema до того, як компанія була поглинена Warner Bros. Pictures. Станом на 2024 рік — єдиний фільм, знятий Кентом Альтерманом. Фільм отримав загалом негативні відгуки, критики розкритикували сценарій, хоча й похвалили гру Віллі Феррелла.